# Heard megye
Heard megye az Amerikai Egyesült Államokban, azon belül Georgia államban található. Megyeszékhelye és legnagyobb városa Franklin. Lakosainak száma 11 412 fő (2020. április 1.). Heard megye Carroll, Troup, Coweta és Randolph megyékkel határos.

## Népesség
A megye népességének változása:
| Lakosok száma | 11 851 | 11 714 | 11 652 | 11 558 | 11 539 | 11 412 |
|               | 2010   | 2011   | 2012   | 2013   | 2015   | 2020   |